# Montsûrs (commune déléguée)
Cet article concerne l'ancienne commune de Montsûrs devenue en 2017 commune déléguée. Pour la commune nouvelle créée en 2019, voir Montsûrs.
Montsûrs est une ancienne commune française, située dans le département de la Mayenne en région Pays de la Loire, peuplée de 1 965 habitants.
Elle est intégrée en 2017 à la commune nouvelle de Montsûrs-Saint-Céneré, puis le 1er janvier 2019, elle devient une commune déléguée de la commune nouvelle de Montsûrs.

## Géographie

### Localisation
La commune fait partie de la province historique du Maine, et se situe dans le Bas-Maine.

### Communes limitrophes
| Gesnes               | Saint-Ouën-des-Vallons | Brée                                            |
| Gesnes, Saint-Céneré | Montsûrs               | Brée                                            |
| Saint-Céneré         | Saint-Céneré           | Saint-Christophe-du-Luat, La Chapelle-Rainsouin |

### Hydrographie
La commune est traversée par la Jouanne.

## Toponymie
Durant la Révolution, la commune, peut-être nommée Saint-Martin-de-Montsûrs, porte le nom de Hercule-Montsûrs.
Le gentilé est Montsûrais.

## Histoire
Le 28 juin 2016, le conseil municipal se prononce en faveur de la fusion de Montsûrs avec la commune voisine de Saint-Céneré pour créer la commune nouvelle de Montsûrs-Saint-Céneré à partir du 1er janvier 2017.
Le 1er janvier 2019, Montsûrs-Saint-Céneré intègre avec trois autres communes la commune de Montsûrs créée sous le régime juridique des communes nouvelles instauré par la loi no 2010-1563 du 16 décembre 2010 de réforme des collectivités territoriales. Les communes de Deux-Évailles, Montourtier et Saint-Ouën-des-Vallons deviennent des communes déléguées, celles de Montsûrs (commune déléguée) et Saint-Céneré conservent ce statut et Montsûrs est le chef-lieu de la commune nouvelle.

## Politique et administration

### Administration municipale

#### Administration ancienne
Le conseil municipal était composé de dix-neuf membres dont le maire et cinq adjoints. Ces conseillers intègrent au complet le conseil municipal de la commune nouvelle de Montsûrs-Saint-Céneré le 1er janvier 2017 puis de celle de Montsûrs jusqu'en 2020. Jean-Noël Ravé est élu maire de ces communes nouvelles successives et reste maire délégué. En 2020, il ne conserve que ce dernier poste.

### Jumelages
- Irsee (Allemagne) depuis 1988.
- Chilcompton (Royaume-Uni) depuis 1992.

## Population et société

### Démographie
L'évolution du nombre d'habitants est connue à travers les recensements de la population effectués dans la commune depuis 1793. À partir du 1er janvier 2009, les populations légales des communes sont publiées annuellement dans le cadre d'un recensement qui repose désormais sur une collecte d'information annuelle, concernant successivement tous les territoires communaux au cours d'une période de cinq ans. 
Pour les communes de moins de 10 000 habitants, une enquête de recensement portant sur toute la population est réalisée tous les cinq ans, les populations légales des années intermédiaires étant quant à elles estimées par interpolation ou extrapolation. Pour la commune, le premier recensement exhaustif entrant dans le cadre du nouveau dispositif a été réalisé en 2008,.
En 2021, la commune comptait 1 965 habitants, en évolution de −3,44 % par rapport à 2015 (Mayenne : +0,72 %, France hors Mayotte : +2,49 %).
| 1793  | 1800  | 1806  | 1821  | 1831  | 1836  | 1841  | 1846  | 1851  |
| ----- | ----- | ----- | ----- | ----- | ----- | ----- | ----- | ----- |
| 1 068 | 1 032 | 1 112 | 1 266 | 1 405 | 1 527 | 1 656 | 1 713 | 1 726 |

| 1856  | 1861  | 1866  | 1872  | 1876  | 1881  | 1886  | 1891  | 1896  |
| ----- | ----- | ----- | ----- | ----- | ----- | ----- | ----- | ----- |
| 1 791 | 1 907 | 1 886 | 1 730 | 1 791 | 1 797 | 1 692 | 1 623 | 1 638 |

| 1901  | 1906  | 1911  | 1921  | 1926  | 1931  | 1936  | 1946  | 1954  |
| ----- | ----- | ----- | ----- | ----- | ----- | ----- | ----- | ----- |
| 1 591 | 1 572 | 1 445 | 1 315 | 1 299 | 1 274 | 1 319 | 1 538 | 1 446 |

| 1962  | 1968  | 1975  | 1982  | 1990  | 1999  | 2008  | 2013  | 2018  |
| ----- | ----- | ----- | ----- | ----- | ----- | ----- | ----- | ----- |
| 1 534 | 1 736 | 1 959 | 2 108 | 2 073 | 2 020 | 2 113 | 2 013 | 1 961 |

| 2019  | - | - | - | - | - | - | - | - |
| ----- | - | - | - | - | - | - | - | - |
| 1 953 | - | - | - | - | - | - | - | - |

### Activité, label et manifestations

#### Label
La commune est une ville fleurie (trois fleurs) au concours des villes et villages fleuris.

### Sports
L'Union sportive et culturelle du Pays de Montsûrs fait évoluer une équipe de football en ligue du Maine et deux autres en divisions de district.

## Culture locale et patrimoine
Montsûrs est une cité du Pays d'art et d'histoire Coëvrons-Mayenne.

### Lieux et monuments
- Église Saint-Martin du XIXe siècle (néoromane). Elle fut construite à l'endroit de l'ancienne chapelle des Trois Marie (dédiée à Marie-Madeleine, Marie-Cléophas et Marie-Salomé[14]) de 1855 à 1859. L'architecte est Pierre-Aimé Renous. L'édifice abrite quelques œuvres classées à titre d'objets aux Monuments historiques, notamment des vitraux de l'atelier de François Fialeix[15].
- Le presbytère est construit de 1858 à 1863 par Pierre Aimé Renous, il est détruit en 1970.
- Deux tours, restes d'un château où naquit André de Lohéac, compagnon de Jeanne d'Arc. La tour dite « Le Paradis aux Biques » fait l'objet d'une inscription au titre des Monuments historiques depuis le 9 juin 1925[16]. En 1374, Bertrand du Guesclin se marie avec Jeanne de Laval. Le château de Montsûrs[17] est dès lors sa demeure, et il y réside dans les périodes hors-guerre. Il y traitera du mariage de sa nièce Marie d'Orange, avec Jean, vicomte de Vendôme.

- La chapelle Saint-Martin, ancienne église paroissiale (vers XIIe siècle), inscrite depuis le 30 avril 1982[18].
- La chapelle Saint-Ouie (ou Saint-Ouïe) du XVIe siècle, seul vestige intact du château des Ifs, est inscrite depuis le 2 novembre 1998[19].
- Château du Haut Méral et son parc.

### Galerie

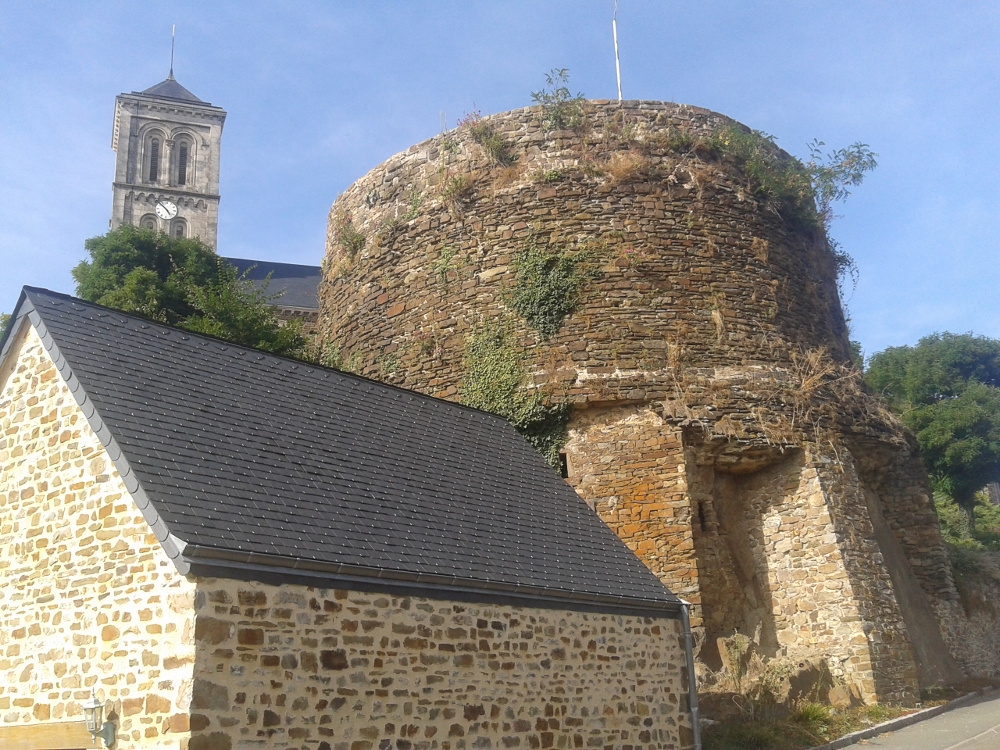
Tour du château dite « paradis des biques ».
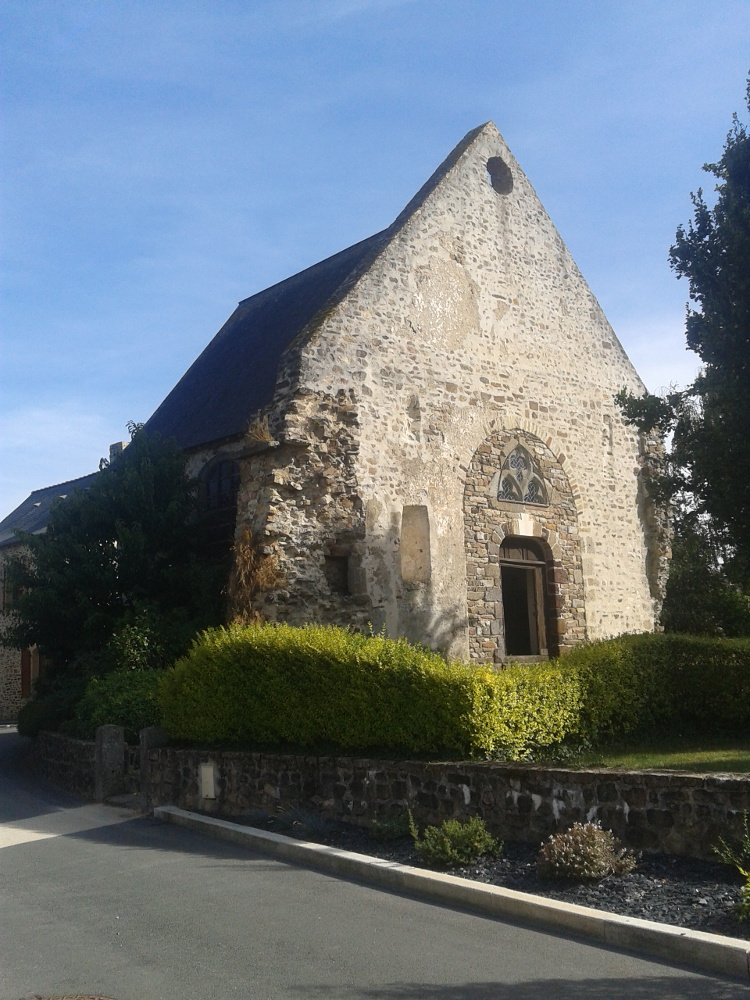
La chapelle Saint-Martin.

### Personnalités liées à la commune
- André de Lohéac (1408 au château de Montsûrs - 1486), amiral puis maréchal de France.
- Alphonse-Victor Angot (1844 à Montsûrs - 1917), abbé et historien.
- Joseph Boüessé, (1891 à Montsûrs - 1980), homme politique.
- Grégory Bourillon (né en 1984), footballeur, a commencé sa carrière au club de Montsûrs.

### Héraldique
| Blason de Montsûrs (commune déléguée) | Blason  | D'azur au mur crénelé d'argent maçonné de sable, ouvert du champ, mouvant de la pointe, au chef cousu de gueules chargé d'une croix d'or. |
| Blason de Montsûrs (commune déléguée) | Détails | |